# Amphipoea cottlei
Amphipoea cottlei är en fjärilsart som beskrevs av Mcdunnough 1948. Amphipoea cottlei ingår i släktet Amphipoea och familjen nattflyn. Inga underarter finns listade i Catalogue of Life.